# 캠프 에드워즈
캠프 에드워즈(Camp Edwards)는 매사추세츠주 반스테이블 카운티 서부 샌드위치, 팔마우스, 보른 타운에 미국 육군 방위군의 훈련 시설로서 현재 매사추세츠 방위군에서 통제하고 있다.

## 시설

### 대항공기 포병 훈련소

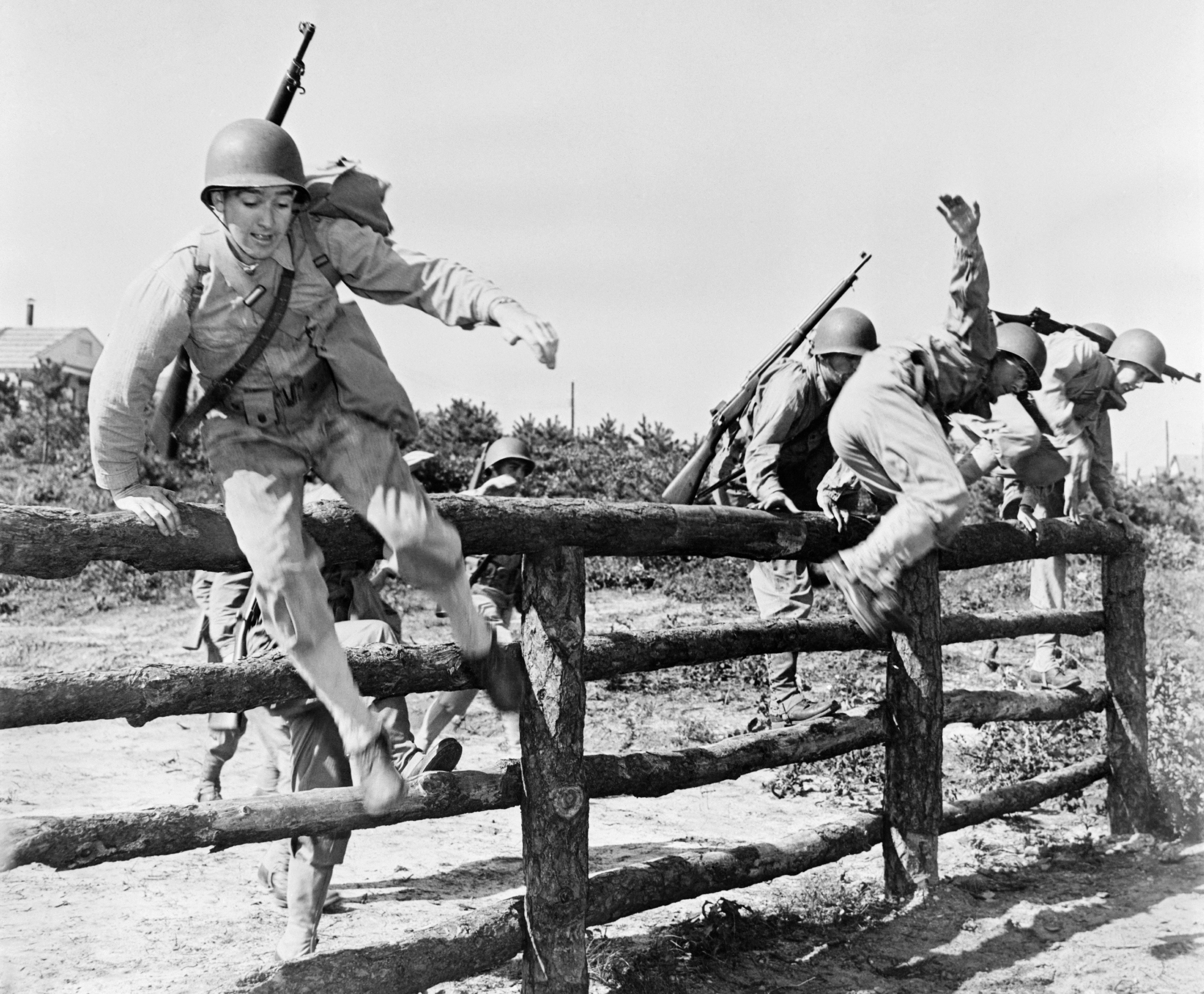
장애물 달리기 중인 AATC 장병들

제2차 세계 대전 동안 캠프 에드워즈에 설치되었던 대항공기 포병 훈련소(Antiaircraft Artillery Training Center, Camp Edwards; AATC)는 7곳 중의 하나였다. 1942년 3월 28일에 설치되었고, 육군 대항공기 사령부가 통제했었다. 1944년 7월 15일에 미국 전쟁부의 "AG 354.11 (7-11-44) OB-I-GNGCT-M" 명령서에 의해 폐지되었다.

## 주둔

### 현재
- 매사추세츠 방위군 (1908년 ~ 현재)
- 제101야전포병연대
- 제126항공연대, 3대대 (? ~ 현재)

### 과거
- 공병 상륙사령부
- 동해안 처리센터 (1943년 ~ 1945년)

육군
- 제26보병사단
- 제36보병사단 (1942년 ~ 1943년)
- 제45보병사단
- 제104보병연대 - 방위군 보충 지원대대
- 제504낙하산보병연대 (1943년)
- 제242대항공기포병단 (1952년 ~ 1953년)
- 제64해안포병연대, 2대대 (1942년 ~ 1944년)
- 제550대항공기자동화기대대 (1943년)
- 제551대항공기자동화기대대 (1943년 ~ 1944년)
- 전투 항공승무원 신병훈련대 (오티스 비행장)
- 제14대잠비행대대 (1942년 ~ 1943년)
- 제27공병대대 (1942년)
- 제1114특수코만도부대 (베트남 전쟁)

해병대
- 함대 해병군, 제4해병사단, 제5해병연대, 1대대 (1977년 ~ 2000년)

비군장교
- 육군 공병대
- 연방 항공청
- 농무부

## 참고
1. ↑  “Records of Headquarters Army Ground Forces [AGF]”. 미국 의회도서관. 2014년 3월 11일에 확인함.